# Mount Johns (Westantarktis)
Mount Johns ist ein isoliert liegender Nunatak etwa 50 Seemeilen (90 km) westlich der Heritage Range, dem südlichen Teil des Ellsworthgebirges in der Westantarktis. Der Fels ragt etwa 90 m über das umliegende ewige Eis, das die Landschaft bedeckt.
Mount Johns wurde am 27. Januar 1958 im Rahmen der Marie-Byrd-Land-Traverse entdeckt und nach Robert H. Johns (1932–1958) benannt. Johns hatte 1957 im Rahmen des Internationalen Geophysikalischen Jahres als Meteorologe auf der amerikanischen Byrd-Station gearbeitet und war nach seiner Tätigkeit auf der Byrd-Station 1958 in der Arktis umgekommen.